# Beas de Granada
Beas de Granada ist eine Gemeinde in der Provinz Granada, Andalusien, im Osten der Vega de Granada. Die angrenzenden Gemeinden sind Huétor Santillán, Quéntar, Dúdar und Granada. Der Ort liegt auf einer Höhe von 1017 Metern in der Sierra de Beas, innerhalb des Naturschutzgebiets Sierra de Huétor; die Einwohner werden als „Beatos“ bezeichnet. Die Entfernung zu Granada beträgt etwa 20 km. Durch den Ort läuft der Fluss Beas, ein eher kurzer Zufluss des Darro.
Beas war ursprünglich ein Versorgungs- und Kontrollpunkt entlang der Römerstraße nach Guadix; während der Herrschaft der Mauren wurde hier eine Festung errichtet, die aber nicht mehr besteht. Nach dem zweiten Maurenaufstand wurden die meisten hier ansässigen Familien vertrieben und durch Neusiedler aus dem Norden Spaniens ersetzt.
Um Beas herum gibt es verschiedene Wandermöglichkeiten sowie eine bekannte Felsformation, „El Fraile“, die aus einem bestimmten Winkel gesehen wie ein Mönch wirkt; lokalem Glauben nach soll sie auf einen sagenhaften maurischen Schatz hinweisen.

## Persönlichkeiten
- Alhambra Nievas (* 1983), Rugby-Union-Spielerin und -Schiedsrichterin